# セネシオニン
セネシオニン（英: Senecionine）はピロリジジンアルカロイドの一種。アウレイン（Aureine）とも呼ばれる。分子式はC18H25NO5。類縁体にセネシオニンN-オキシドがある。
ナルトサワギクなどのキオン属及び、ヤコブボロギク (Jacobaea vulgaris L.) などの近縁種の毒成分であり、下痢や嘔吐、肝障害の原因となる。家畜がセネシオニンを含む植物を食べることによる中毒死がオーストラリアでは多く報告されている。
ピロリジジン環が縮環していないセンキルキン (Senkirkine) は強い肝毒性を示し、発がん性の虞れがある。

## 関連項目

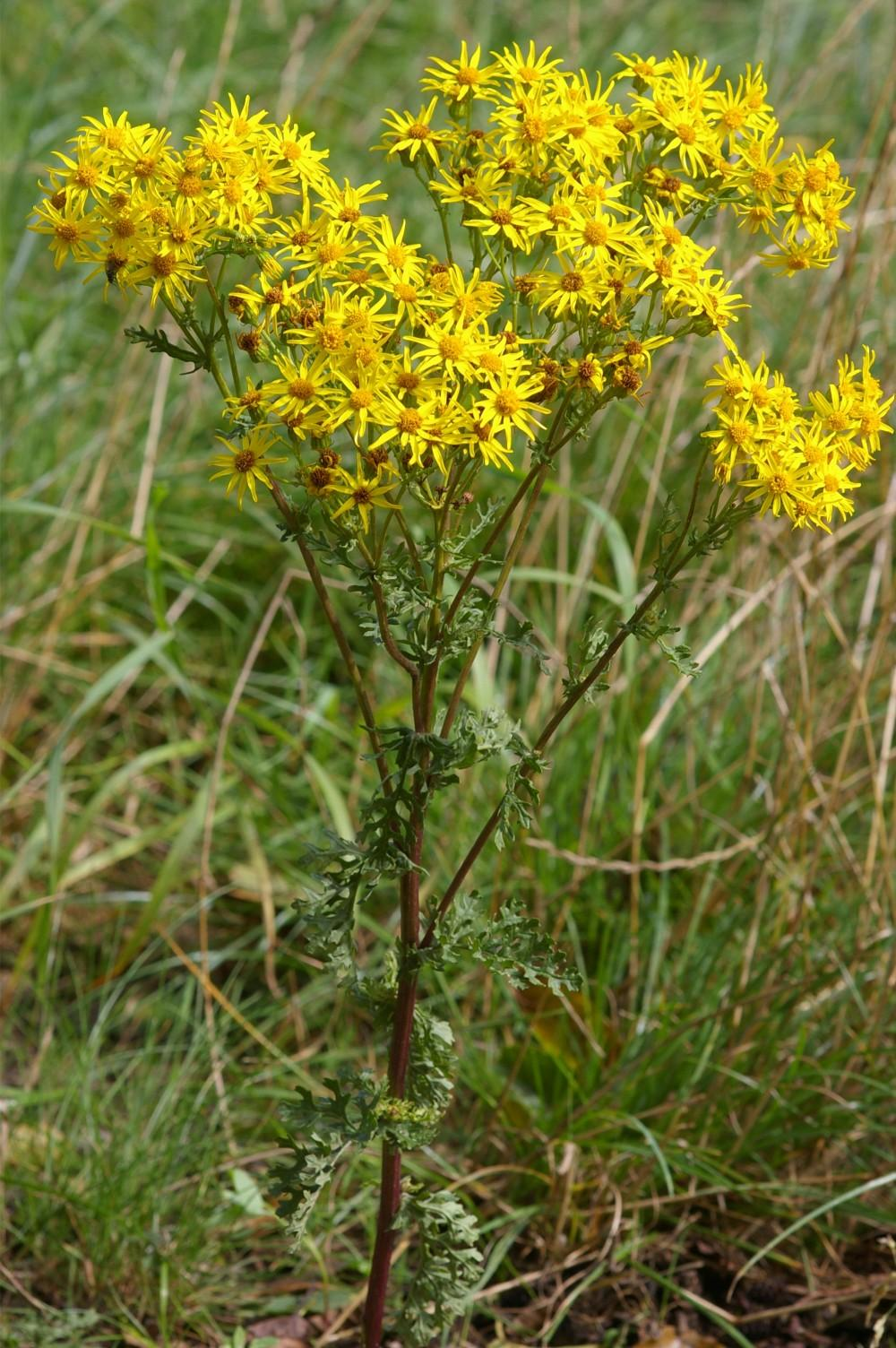
ヤコブボロギクの花